# 勒达尔
勒达尔（荷蘭語：Leudal）是荷蘭的一个市镇，位於荷蘭東南部。勒达尔在行政區劃上屬於林堡省，設立於2007年1月1日，是由Heythuysen、Haelen、Hunsel、Roggel en Neer合併設立。

## 外部連結
- 维基共享资源上的相關多媒體資源：勒达尔
- Official website （页面存档备份，存于）